# (37007) 2000 TY37
2000 TY37 (asteroide 37007) é um asteroide da cintura principal. Possui uma excentricidade de 0.05237750 e uma inclinação de 11.34001º.
Este asteroide foi descoberto no dia 1 de outubro de 2000 por LINEAR em Socorro.